# جميل هورو
جميل هورو (Cemîl Horo بالكردية) (1352- 1410 هـ / 1934- 1989 م)، مغنٍّ وسياسي كردي من مِنطقة عفرين شمال حلب. برع في الغناء الملحمي الكردي، ويُعَد من أبرز مغني التراث الشعبي الكردي باللهجة الكرمانجية. امتلك صوتًا قويًّا وعذبًا، ويوصف بصاحب الحَنْجَرة الذهبية.

## حياته الفنية
ولد جميل هورو في قرية سعرينجك في عفرين يوم 24 ذي القَعْدة 1352هـ الموافق 10 مارس (آذار) 1934م. تعلم التجويد وتلاوة القرآن على يد الشيخ عفده عشه في قرية جولاق. كان في بداية حياته متدينًا حافظًا للقرآن ومريدًا للشيخ محمد شيخ حيدر، وعندما اكتشف المحيطون به جمالَ صوته شجَّعوه على الغناء فاستأذن شيخه وبدأ بالغناء في الأعراس الشعبية في عفرين.
سجل عام 1965 أولى أسطواناته الموسيقية عند شركة "كاملي فون" لصاحبها صبحي الكاملي في حلب. واضطُرَّ عام 1970 إلى المغادرة إلى تركيا بسبب الملاحقة الأمنية، فسجَّل في إستانبول عام 1972 عدَّة أسطوانات عند شركة "أورفانين سيسي بلاك".
ثم سجَّل هورو أغلب أغانيه في حلب على أشرطة كاسيت في عدَّة (إستديوهات) مثل "إستديو هفال" في الشيخ مقصود، و"صوت أشبيلية" في باب الفرج، و"تسجيلات الشرق الأوسط" لصاحبه عمر فوزي في باب الفرج، و"تسجيلات الموعد" لصاحبه زكي شمَّاع في حي المنشية.
شارك هورو في مِهرجان سوق الإنتاج بحلب عام 1972، وفي مهرجانات أعياد النيروز في عفرين وحلب وقامشلي، وكذلك شارك مع عارف جزراوي، وسعيد يوسف، وشيرين، وسعيدكو، وسيفي متين، وفرقة عفرين للرقص في مهرجان النيروز في سينما ريفولي بلبنان.
مارس النِّجارة إلى جانب الغناء، وافتتح مقهًى شعبيًّا بحيِّ الشيخ مقصود، ثم مَقصِفًا في قرية تل سلور بجنديرس. واستقرَّ به المقام أخيرًا في جنديرس ليعمل فيها نجَّارًا حتى وفاته.

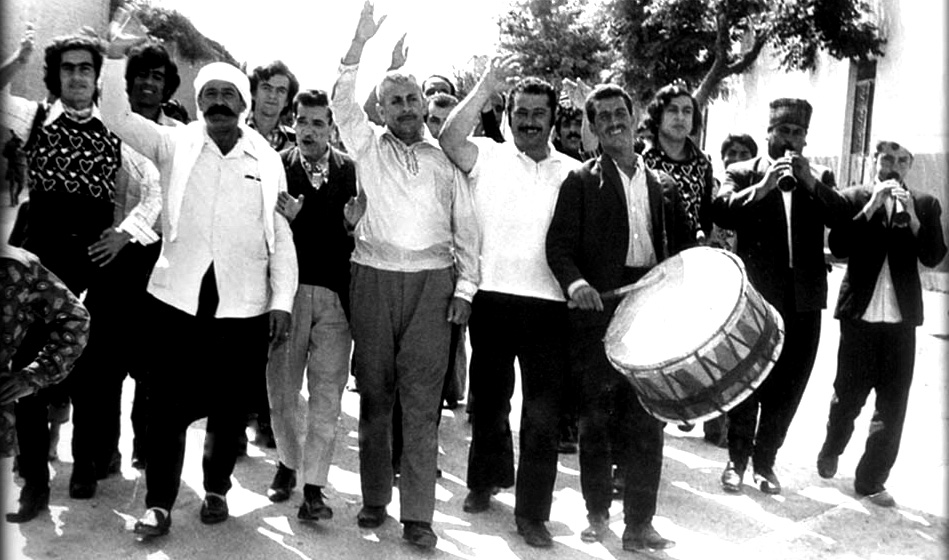
جميل هورو مع فرقة عفرين

## حياته السياسية
كان جميل هورو عضوًا في الحزب الديمقراطي الكردي في سوريا، ومن الناشطين في العمل لأجل استقلال كوردستان. وقد تعرَّض نتيجةَ نشاطه السياسي للاعتقال والملاحقة والسَّجن في زمن الوحدة بين سوريا ومصر، وللتعذيب الشديد على مدى ثمانين يومًا. واضطُرَّ عام 1970 إلى الخروج من سوريا مع أسرته إلى تركيا، وبقي هناك مدَّة باسم مستعار "عبد القهرمان"، ثم انتقل إلى كوردستان العراق حيث قضى مدَّة قصيرة في قضاء زاخو، ليعود بعدها إلى حلب.

## أسطواناته الموسيقية
1. ممه آلان (بالكردية Memê Alan)[7]
2. فتاح بك (بالكردية Feteh beg)
3. أوسيبه شر (بالكردية Ûsib Şer)
4. خانا دينه (بالكردية Xana Dinê)
5. عيشا إيبه (بالكردية Eyşa Îbê)
6. جبلي (بالكردية Cebelî)
7. ليلى جان (بالكردية Ley le can)[8]
8. خمه ظالم (بالكردية Xeme Zalim)
9. توسنو (بالكردية Tosino)
10. وي لاو (بالكردية Wey lawo)
11. لو بافو (بالكردية Lo bavo)[9]
12. بدوه جان (بالكردية Bedev can)[10]
13. صالح بك (بالكردية Salih beg)[10]
14. مَمُو وزَيْن (بالكردية Mem û Zîn)
15. طيار آغا (بالكردية Teyar axa)[11]

## حياته الشخصية
تزوَّج ثلاث مرَّات، وله ستة أبناء وأربع بنات.  

## وفاته
توفي جميل هورو في مشفى ابن رُشد بحلب، مساء يوم 19 صفر 1410هـ الموافق 19 سبتمبر (أيلول) 1989م، إثر مرض عُضال، ودُفن في مقبرة حنان القريبة من كفرجنَّة.

## وصلات خارجية
- جميل هورو على موقع Discogs
- فيلم وثائقي عن جميل هورو باللغة الكردية